# Columbia (Missouri)
Columbia település az Amerikai Egyesült Államok Missouri államában, Boone megyében, melynek megyeszékhelye is. Lakosainak száma 126 254 fő (2020. április 1.).

## Népesség
A település népességének változása:
| Lakosok száma | 130  | 108 500 | 123 195 | 126 254 |
|               | 1823 | 2010    | 2019    | 2020    |